# Члан 48 (Вајмарски устав)
Члан 48 је био одредба у Уставу Вајмарске републике (Немачка) (1919—1933) који је допуштао председнику да влада декретом без сагласности Рајхстага (парламента). Акти донесени по овом члану устава су називани Notverordnung (хитни декрети). Адолф Хитлер је искористио члан 48 1933. да успостави диктатуру, чиме је окончана Вајмарска Република, и започео период Трећег рајха.

## Порекло члана 48
Састављачи устава су вероватно планирали да се члан 48 користи за „хитне случајеве“ имајући у виду грађанске немире који су уздрмавали Немачку 1918. и 1919. Међутим, како је економска ситуација у Немачкој почела да се погоршава након избијања Велике депресије раних 1930-их, владама је било немогуће да успоставе парламентарну већину за било какву одлуку, било да ју је предложила левица, центар или десница.
Током касног пролећа 1930, канцелар Хајнрих Брининг се нашао у ситуацији да његова влада није могла да стекне парламентарну већину за његов закон о финансијским реформама. Брининг је тражио од председника Паула фон Хинденбурга да се позове на члан 48, како би усвојио закон, и тиме дао влади овлашћење да делује без пристанка Рајхстага. Мада је фон Хинденбург дао овлашћење, Рајхстаг је одбацио овај закон малом већином 18. јула 1930. По члану 48, глас већине у Рајхстагу је поништавао председнички декрет. Суочен са сломом парламентарне власти у времену када је економска ситуација захтевала делање, Брининг је тражио од фон Хинденбурга да распусти парламент и да распише нове изборе.
Избори су довели до већег удела комуниста и нациста у парламенту, на рачун умерених странака средње класе. За Брининга је формирање парламентарне већине постало још теже, и његова влада је владала позивајући се на члан 48 између 1930. и 1932. И наредне владе канцелара Франца фон Папена и Курта фон Шлајхера током бурне 1932. су користиле фон Хинденбургове декрете по члану 48 када је било немогуће да стекну парламентарну већину, јер су екстремистичке левичарске и десничарске партије стицале моћ.
Позивање на члан 48 од стране узастопних влада је помогло да се запечати судбина Вајмарске Републике. Иако је Бринингово прво коришћење хитног декрета можда било из добрих намера, моћ да се влада декретом се све више користила не као одговор на појединачне хитне случајеве, већ као замена за парламент. Претерана употреба власти декрета и чињеница да узастопни канцелари нису више били одговорни Рајхстагу могуће да су играле улогу у губитку јавног поверења у уставну демократију, што је са своје стране водило уздизању екстремистичких партија.

## Нацистичка употреба Члана 48
30. јануара 1933, Адолф Хитлер је проглашен за канцелара Немачке. Како му је недостајала већина у парламенту, Хитлер је формирао коалициону владу, а недуго затим је расписао изборе за 5. март. Шест дана пре избора, 27. фебруара, пожар у Рајхстагу је оштетио зграду парламента у Берлину. Тврдећи да је пожар био први корак у комунистичкој револуцији, нацисти су искористили пожар као повод да траже од председника фон Хинденбурга да потпише Декрет о пожару у Рајхстагу, званично Verordnung des Reichspräsidenten zum Schutz von Volk und Staat (Председнички декрет за заштиту народа и државе).
По овом декрету, који је фон Хинденбург издао по основи члана 48, влади је дато овлашћење да ускраћује уставна права, укључујући слободно изражавање мишљења, слободу штампе, права на окупљање, приватност поштанских пошиљки, телеграфских и телефонских комуникација. Уставна ограничења за претраге и конфискацију имовине су такође била суспендована.
Декрет о пожару у Рајхстагу је био један од првих корака које су нацисти предузели како би успоставили једнопартијску диктатуру у Немачкој. Са неколико кључних позиција у влади у својим рукама, и са декретом који је суспендовао уставне заштите грађанских слобода, нацисти су били у могућности да користе полицијску моћ како би сузбили, застрашили, и хапсили опозицију, посебно комунисте. Хитлерово кршење устава по члану 48 је стога имало печат легалности.
Иако избори 5. марта нису донели нацистима жељену већину у парламенту, они су 23. марта 1933. успели да прогурају доношење Закона о посебним овлашћењима потребном двотрећинском већином у парламенту, што је практично значило укинуће ауторитета Рајхстага и стављање истог у руке кабинета. Декрет о пожару у Рајхстагу је био база за касније декрете који су укинули политичке партије осим НСДАП-а, и ојачали Хитлерову диктаторску моћ.

## Текст члана 48
| Artikel 48 | Члан 48 |
| Wenn ein Land die ihm nach der Reichsverfassung oder den Reichsgesetzen obliegenden Pflichten nicht erfüllt, kann der Reichspräsident es dazu mit Hilfe der bewaffneten Macht anhalten. | Ако провинција не испуњава обавезе које јој је поставио устав Рајха или закони Рајха, председник Рајха може да употреби оружану силу како би је приморао. |
| Der Reichspräsident kann, wenn im Deutschen Reiche die öffentliche Sicherheit und Ordnung erheblich gestört oder gefährdet wird, die zur Wiederherstellung der öffentlichen Sicherheit und Ordnung nötigen Maßnahmen treffen, erforderlichenfalls mit Hilfe der bewaffneten Macht einschreiten. Zu diesem Zwecke darf er vorübergehend die in den Artikeln 114, 115, 117, 118, 123, 124 und 153 festgesetzten Grundrechte ganz oder zum Teil außer Kraft setzen. | У случају да је јавна безбедност озбиљно угрожена или поремећена, председник Рајха може да предузме неопходне мере како би поново успоставио закон и ред, ако је неопходно употребом оружане силе. У постизању овог циља, он може да суспендује грађанска права описана у члановима 114, 115, 117, 118, 123, 124 и 153, делимично или у целости. |
| Von allen gemäß Abs. 1 oder Abs. 2 dieses Artikels getroffenen Maßnahmen hat der Reichspräsident unverzüglich dem Reichstag Kenntnis zu geben. Die Maßnahmen sind auf Verlangen des Reichstags außer Kraft zu setzen. | Председник Рајха мора тренутно да информише Рајхстаг о свим мерама предузетим по пасусима 1 и 2 овог члана. Мере морају тренутно бити заустављене уколико Рајхстаг тако захтева. |
| Bei Gefahr im Verzuge kann die Landesregierung für ihr Gebiet einstweilige Maßnahmen der in Abs. 2 bezeichneten Art treffen. Die Maßnahmen sind auf Verlangen des Reichspräsidenten oder des Reichstags außer Kraft zu setzen. | Уколико је опасност блиска, провинциона влада може, на својој територији, да имплементира кораке описане у пасусу 2. Ови кораци могу бити заустављени ако је тако захтевао председник Рајха или Рајхстаг. |
| Das Nähere bestimmt ein Reichsgesetz. | Даље детаље ће успоставити легислација Рајха. |